# Gornja Slatina (gmina Šamac)
Gornja Slatina (cyr. Горња Слатина) – wieś w Bośni i Hercegowinie, w Republice Serbskiej, w gminie Šamac. W 2013 roku liczyła 903 mieszkańców.